# Lophocampa argentata
Lophocampa argentata är en fjärilsart som beskrevs av Alpheus Spring Packard 1864. Lophocampa argentata ingår i släktet Lophocampa och familjen björnspinnare. Inga underarter finns listade i Catalogue of Life.

## Bildgalleri

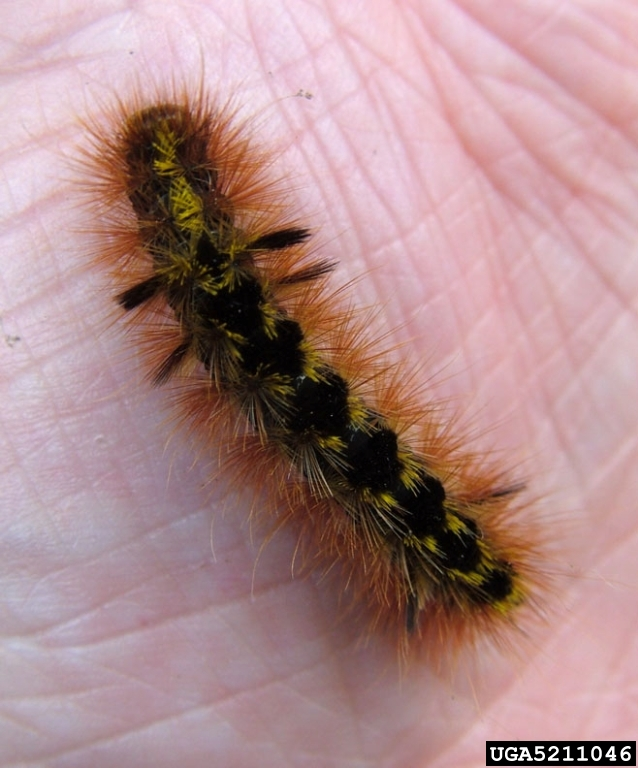